# Finnisches Nationalarchiv

Gebäude des Nationalarchivs an der Rauhankatu in Helsinki

Das finnische Nationalarchiv (Abkürzung KA, finnisch Kansallisarkisto, schwedisch Riksarkivet) ist eine finnische Regierungsbehörde, die dem Ministerium für Bildung und Kultur untersteht. Es ist für die Archivierung offizieller Dokumente des finnischen Staates und der finnischen Gemeinden zuständig. Es besteht aus drei Standorten in der Hauptstadt Helsinki und sieben ehemaligen Regionalarchiven, die 2017 in das Nationalarchiv eingegliedert wurden und seitdem dessen Zweigstellen sind.

## Geschichte und Aufgaben
Das Archiv wurde 1816 als Teil des finnischen Senats erstellt. Das heutige Hauptgebäude in Helsinki wurde 1890 erbaut. Der heutige schwedische Name wurde 1939 und der heutige finnische Name 1994 angenommen. 1939 wurde es auch eine eigene zentrale Regierungsbehörde.
Aufgabe des Nationalarchivs ist es, die Erhaltung der offiziellen Dokumente des nationalen Erbes zu gewährleisten. Sie ist die offizielle finnische Archivierungsbehörde und fördert die Aufbewahrung von Dokumenten, die sich in Privatarchiven befinden. Darüber hinaus stellt das Nationalarchiv seine gespeicherten Dokumente für Forschungszwecke zur Verfügung und beteiligt sich an Forschungs- und Entwicklungsaktivitäten. Das Nationalarchiv ist auch die Autorität in der Heraldik. Es ratifiziert alle heraldischen Embleme der Regierung, der Gemeinden und der Kirche sowie die Flaggen von Yachtclubs und Militäreinheiten. Die Bibliothek verfügt über Spezialsammlungen zu Archivierung, Heraldik und Sigillographie.

## Organisation
Das Nationalarchiv wird vom Generaldirektor geleitet, der die Amtsbezeichnung „Nationalarchivar“ trägt. Es beschäftigte im Jahr 2018 rund 240 Mitarbeiter und gliedert sich in vier Bereiche: Sammlungsverwaltung, Informationsdienste, Forschungsentwicklung und Betriebssteuerung.
Die Sammlungsverwaltung erwirbt und empfängt Dokumente und sorgt für deren Erhaltung und Verfügbarkeit. Die Informationsdienste sind dafür verantwortlich, den Bürgern die archivierten Dokumente zur Verfügung zu stellen. Sie verwalten die Lesesäle, betreiben Online-Dienste, Recherche- und Vervielfältigungsdienste und nehmen archivpädagogische Funktionen wahr. Die Forschungsentwicklung fördert die Zusammenarbeit mit Forschungsgemeinschaften und koordiniert Forschungs- und Entwicklungsprojekte. Die Betriebssteuerung ist für die Planung und Ausführung des Betriebs zuständig und unterstützt die anderen Sektoren.

## Standorte

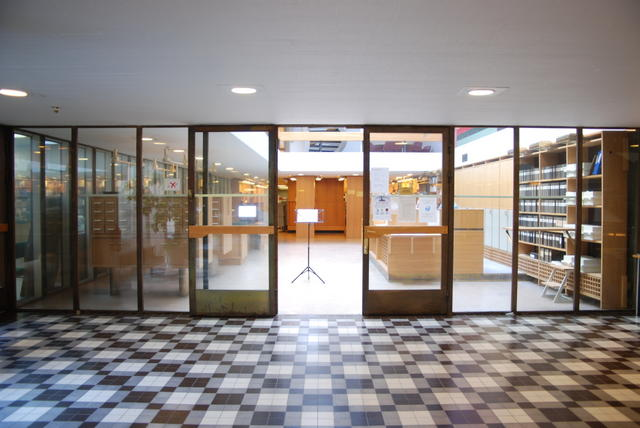
Kundenservice an der Rauhankatu in Helsinki

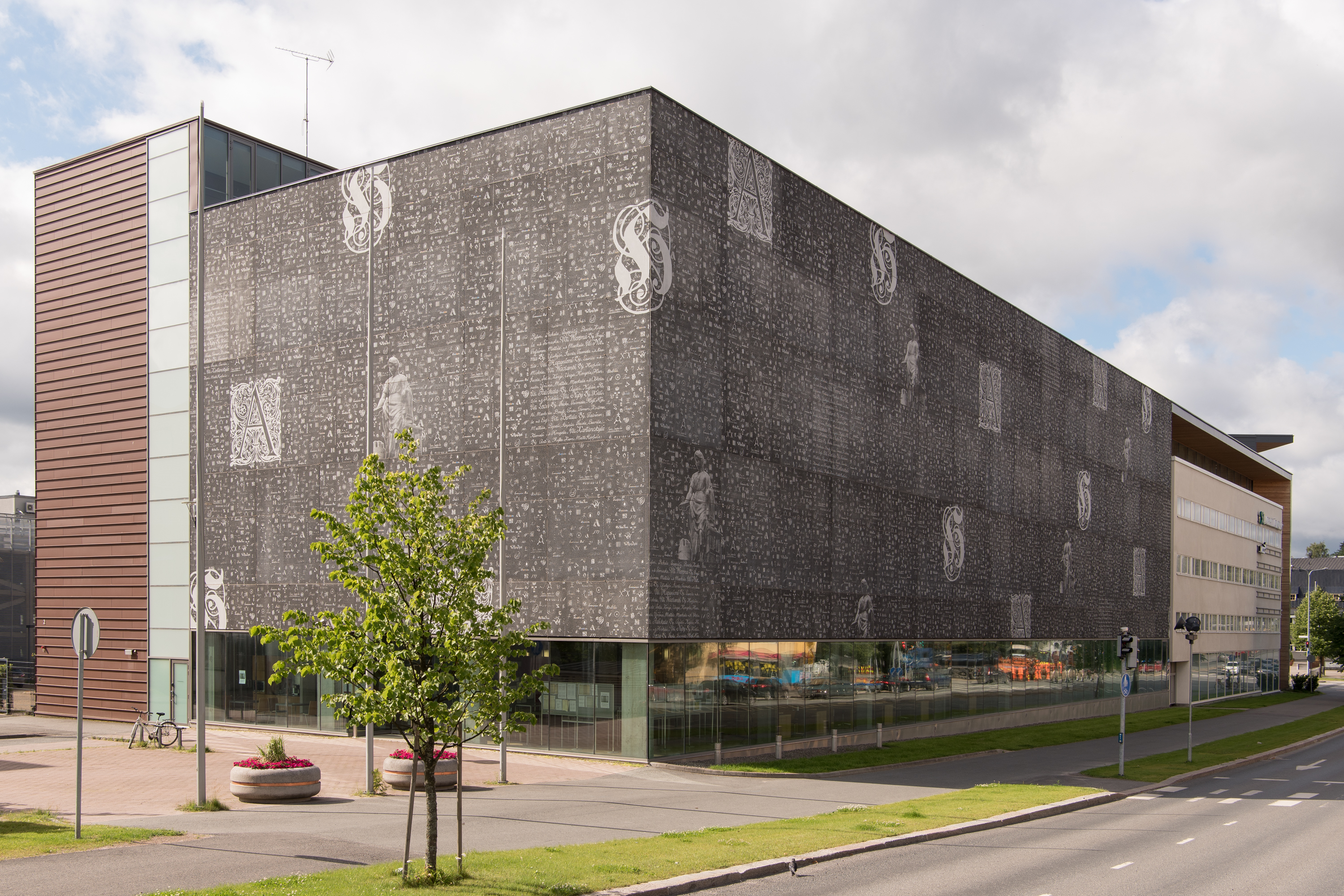
Zweigstelle des Nationalarchivs in Hämeenlinna

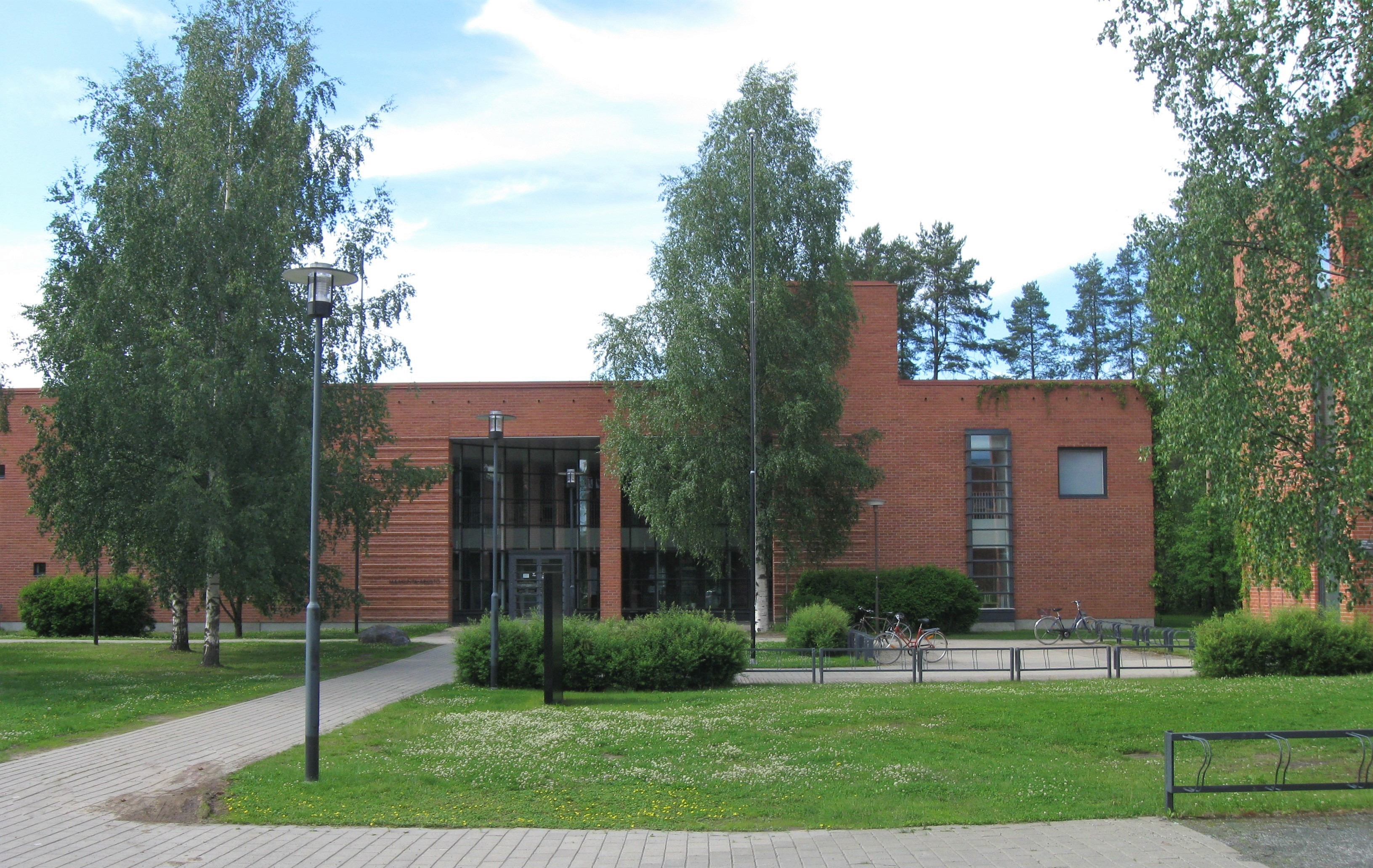
Zweigstelle in Joensuu

Das Nationalarchiv ist in den neun Städten und Gemeinden Helsinki, Hämeenlinna, Inari, Joensuu, Jyväskylä, Mikkeli, Oulu, Turku und Vaasa präsent. Die Gesamtmenge des archivierten Materials beträgt etwa 210 Regalkilometer.
- Der Hauptstandort an der Straße Rauhankatu in Helsinki beinhaltet offizielle Archive der Zentralregierung sowie private Archive über für die finnische Gesellschaft bedeutende Personen mit Dokumenten, die bis ins Jahr 1316 zurückreichen.
- Am Standort Hallituskatu in Helsinki werden die Archive der Ministerien (außer Außenministerium, Verteidigungsministerium und Ministerpräsidentenamt) aufbewahrt. Er enthält auch die Archive von Beiräten, Gremien, Kommissionen und Arbeitsgruppen, die ab 1998 tätig waren.[5]
- Der Standort Siltavuori in Helsinki beherbergt weniger häufig verwendete Dokumente der Zentralregierung und ist das Zentrum für die Digitalisierung des Archivmaterials. Die Konservierung und Forschung zur technischen Konservierung von Dokumenten wird von Siltavuori geleitet. Es gibt hier keinen Kundenservice.
- In der Zweigstelle Hämeenlinna befinden sich Archive der Kommunalverwaltung und der Kirche, Privatarchive, einige Stadtarchive und auf Mikrofilm gespeicherte Dokumentenreproduktionen. Die ältesten Dokumente stammen aus dem 17. Jahrhundert.[6]
- Die Zweigstelle Joensuu erhält Dokumente von Regierungsstellen in Nordkarelien und Nordsavo und verwahrt kirchliche Archive, Dokumente von Vereinen, Unternehmen und Privatpersonen sowie eine große Mikrofilmsammlung.[7]
- Die Zweigstelle Jyväskylä archiviert Dokumente von Regierungsbeamten, Kirchen und Einzelpersonen aus der Region. Das älteste Dokument ist ein lateinischer Brief aus dem Jahr 1535. Da Jyväskylä als Studienstadt bekannt ist, befinden sich hier auch Archive von Schulen und Akademien, darunter die Mikrofilmsammlung der Fakultät für Geschichte der Universität Jyväskylä.[8]
- Die Zweigstelle Mikkeli enthält Dokumente aus den Regionen Südsavon, Südkarelien und Kymenlaakso sowie Dokumente und Karten von Beamten und Kirchen der nach dem Winterkrieg an die Sowjetunion abgetretenen Teile von Karjala, die ursprünglich im Regionalarchiv Wyborg aufbewahrt wurden. Das Dokument stammt aus dem Jahr 1455.[9]
- Die Zweigstelle Oulu lagert Archive lokaler und regionaler Regierungen sowie Dokumente von etwa 2500 Gesellschaften, Unternehmen und Privatpersonen. Hier befindet sich zudem das Archiv des Weihnachtsmanns, in dem Briefe aus der ganzen Welt an den Weihnachtsmann archiviert werden.[10]
- Die Zweigstelle Turku beherbergt Archive von Regierungsstellen in Südwestfinnland und Satakunta sowie Dokumente von Gemeinden, Vereinen, Verbänden, Unternehmen und Einzelpersonen. Das älteste Dokument ist ein auf Pergament geschriebenes Grenzkontrolldokument aus dem Jahr 1510.[11]
- Die Zweigstelle Vaasa verfügt über Archive von lokalen Beamten der Region Österbotten. Das älteste Dokument ist ein Kaufvertrag von 1407.[12]
- Das Militärarchiv wurde 2008 in das Nationalarchiv Finnlands integriert. Es enthält Aufzeichnungen über die finnischen Streitkräfte von der Erlangung der Unabhängigkeit bis zur Gegenwart sowie über private Organisationen und Personen, die Verbindungen zur Verteidigungsverwaltung hatten.[13]

- Zum Nationalarchiv gehört neben den ehemaligen Regionalarchiven auch das 2012 gegründete Sami-Archiv in Inari.[14] Es verwahrt Dokumente von samischen Amtsträgern und Archive von für die samische Forschung relevanten Einzelpersonen, Familien, Gesellschaften und Unternehmen. Es verfügt auch über ein Aufnahmearchiv für audiovisuelles Material.[15]

## Direktoren
Ab 1880 führten die Direktoren des Nationalarchivs die Amtsbezeichnung „Staatsarchivar“. Sie wurde 1992 in „Generaldirektor“ geändert, obwohl der derzeitige Generaldirektor Jussi Nuorteva weiterhin die Bezeichnung „Staatsarchivar“ führt. Zwischen 1949 und 1992 wurde Staatsarchivaren der Professorentitel verliehen. Staatsarchivare und Direktoren seit 1880:
- Karl August Bomansson (1880–1883)
- Reinhold Hausen (1883–1916)
- Leo Harmaja (1917)
- J. W. Ruuth (1917–1926)
- Kaarlo Blomstedt (1926–1949)
- Yrjö Nurmio (1949–1967)
- Martti Kerkkonen (1967–1970)
- Tuomo Polvinen (1970–1974)
- Toivo J. Paloposki (1974–1987)
- Veikko Litzen (1987–1996)
- Kari Tarkiainen (1996–2003)
- Jussi Nuorteva (2003–2022)
- Päivi Happonen (2022– )

## Material

### Unterlagen
Das älteste Dokument im Nationalarchiv ist ein Schutzbrief des schwedischen Königs Birger an die Frauen von Karelien vom 1. Oktober 1316. Aus dem Mittelalter verfügt das Archiv über 66 Originaldokumente und 223 Reproduktionen. Die älteste fortlaufende Dokumentenreihe ist die Sammlung der sogenannten „Vogtsrechnungen“ (finnisch: voudintilit), Rechnungsbücher der Kommunalverwaltungen, von denen die ältesten aus den 1530er Jahren stammen.
Ein Großteil der Materialien in den Sammlungen des Nationalarchivs wurde in Schwedisch, der heutigen zweiten Amtssprache, verfasst, da Finnland vom 13. bis 19. Jahrhundert unter schwedischer Herrschaft stand. Die wichtigsten Dokumentenreihen aus der schwedischen Zeit sind Kreiskonten, Gerichtsakten, Pfarrarchive und Vermessungsdokumente. Die wichtigsten Quellen aus der Autonomiezeit sind die Dokumente der finnischen Zentralverwaltung sowie die Archive des Staatssekretärs und des Generalgouverneurs. Die Archive der eigenen Armee des autonomen Finnlands (der sogenannten „Alten“, finnisch vanha väki) werden ebenfalls im Nationalarchiv aufbewahrt. Die bedeutendsten Archivsammlungen des 20. Jahrhunderts befassen sich mit dem Finnischen Bürgerkrieg, dem Winterkrieg und dem Fortsetzungskrieg. Im Nationalarchiv befinden sich etwa 20 Regalkilometer an Dokumenten zu den letzten Kriegen.
Obwohl der Großteil des Materials in den Archiven von Regierungsbeamten stammt, enthält es auch Dokumente aus Privatarchiven politischer und sozialer Aktivisten. Zum Beispiel befinden sich alle Archive der Präsidenten Finnlands im Nationalarchiv, mit Ausnahme von Martti Ahtisaari und Urho Kekkonen, der 1970 sein eigenes Archiv gründete.

### Karten
Die meisten der im Nationalarchiv aufbewahrten Karten sind Teil größerer Sammlungen, die von Regierungsbeamten erstellt wurden. Die ältesten Sammlungen stammen aus dem 17. Jahrhundert. Das Nationalarchiv verfügt auch über Einzelkarten und Kartensammlungen aus den Archiven von Gehöften, Kartensammlern und anderen Personen. Die größte Einzelkartensammlung ist das Erneuerungsarchiv der Nationalen Landvermessung Finnlands, das 726.000 Karten (einschließlich Urbariumskarten) und andere zugehörige Dokumente aus dem 17. bis 20. Jahrhundert umfasst.

### Digitale Dokumente
Grundsätzlich ist das gesamte im Nationalarchiv gespeicherte Material öffentlich und für jedermann kostenlos zugänglich. Die Verwendung einiger Materialien ist jedoch aufgrund von Gesetzen, Vereinbarungen mit Spendern oder dem Zustand der Dokumente eingeschränkt.
Das Nationalarchiv verfügt über mehrere Online-Dienste und Datenbanken für Kunden. Der Archiv-Portal-Service (finnisch Arkistojen Portti-palvelu) enthält Informationen zu verschiedenen Materialien und führt den Benutzer zum gesuchten Material. Über den Astia-Service (finnisch Astia-palvelu), zu dem sich jeder anmelden kann, können Dokumente für die Nutzung im Forschungsraum bestellt werden. Mit Hilfe des Astia-Services kann man auch bezahlte Fernkredite bestellen, Lizenzen für gesperrtes Material beantragen und Kopien von Dokumenten bestellen. Vakka ist eine Sammlungsdatenbank, die Listen und Beschreibungen von Archivmaterial enthält, während Dokumente der Verteidigungsverwaltung im Archivregister von Aarre aufgeführt sind.
Neben Datenbanken verfügt das Nationalarchiv auch über ein 2003 gegründetes digitales Archiv. Es enthält hauptsächlich Dokumente, die frei von Urheberrechten und anderen Einschränkungen sind, die eingesehen, heruntergeladen und frei verwendet werden können. Bis Mai 2018 wurden über 69,2 Millionen Dateien in die digitalen Archive hochgeladen.
Trotz anhaltender Bemühungen um digitale Bewahrung und Zugänglichkeit wurden bisher nur wenige Bestände digitalisiert. Ein Zugriff auf bestimmte Aufzeichnungen im Finnischen Nationalarchiv erfordert in vielen Fällen, sich mit dem Archiv in Verbindung zu setzen oder seine Standorte persönlich aufzusuchen.

### Genealogie
Das finnische Nationalarchiv bietet viele Ressourcen für die genealogische Forschung. Viele Aufzeichnungen sind online über das Digitale Archiv des finnischen Nationalarchivs verfügbar. Seine Website ist auf Englisch verfügbar, die digitalisierten Dokumente wurden jedoch nicht übersetzt.
Viele der genealogischen Aufzeichnungen, die im Finnischen Nationalarchiv verfügbar sind, bestehen aus Kirchenbüchern der lutherischen Kirche. Das Kirchengesetz von 1686 verlangte von den lutherischen Pfarrern, Kirchenbücher zu führen, die Informationen über Ereignisse wie Geburten, Eheschließungen und Todesfälle enthielten. Diese Aufzeichnungen wurden 300 Jahre lang als offizielle Volkszählungslisten verwendet. Als solche zeichnen sich diese Aufzeichnungen durch ihre Länge und ihre Genauigkeit aus.

## Bibliothek

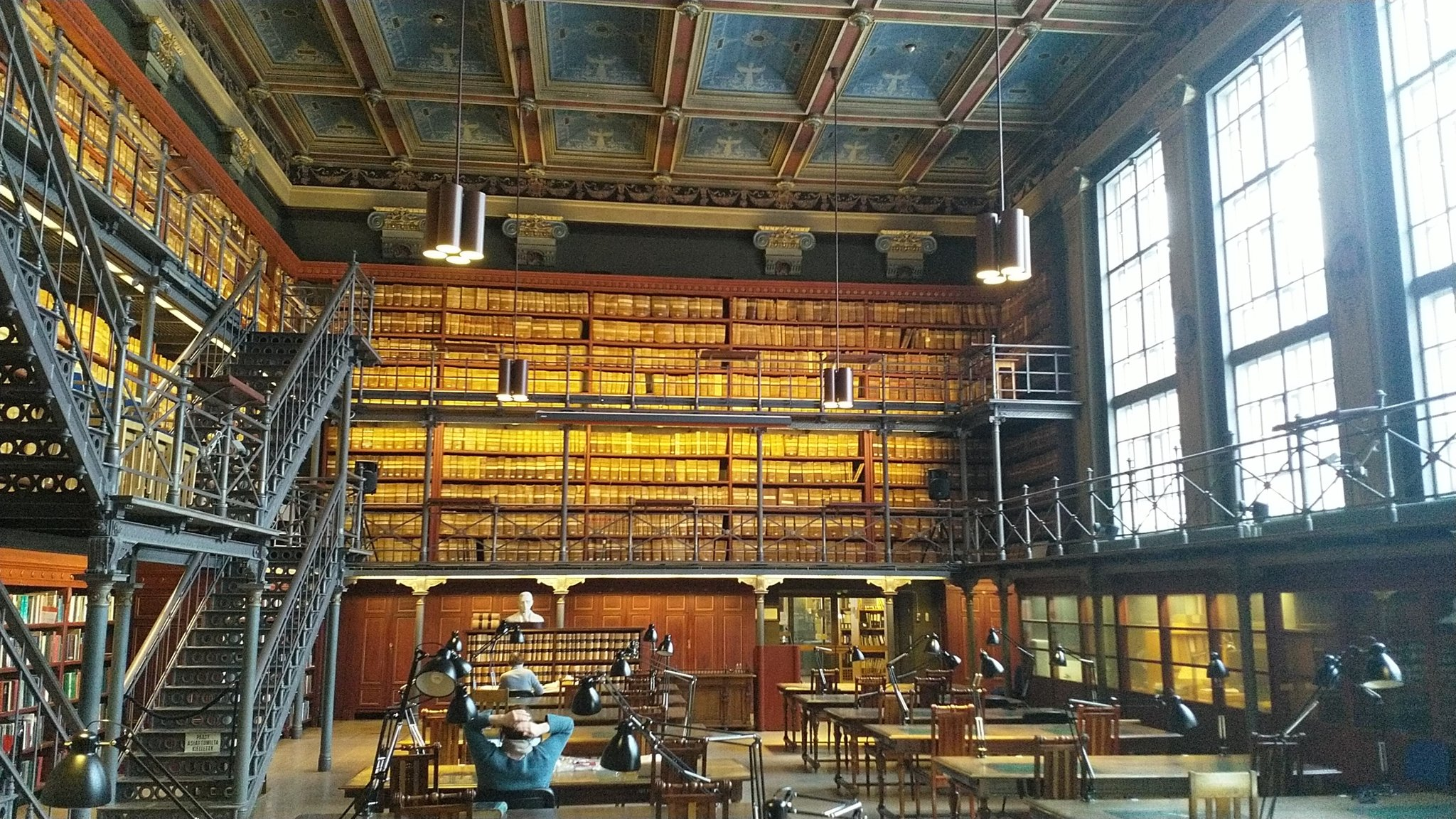
Der alte Lesesaal des Nationalarchivs an der Rauhankatu in Helsinki

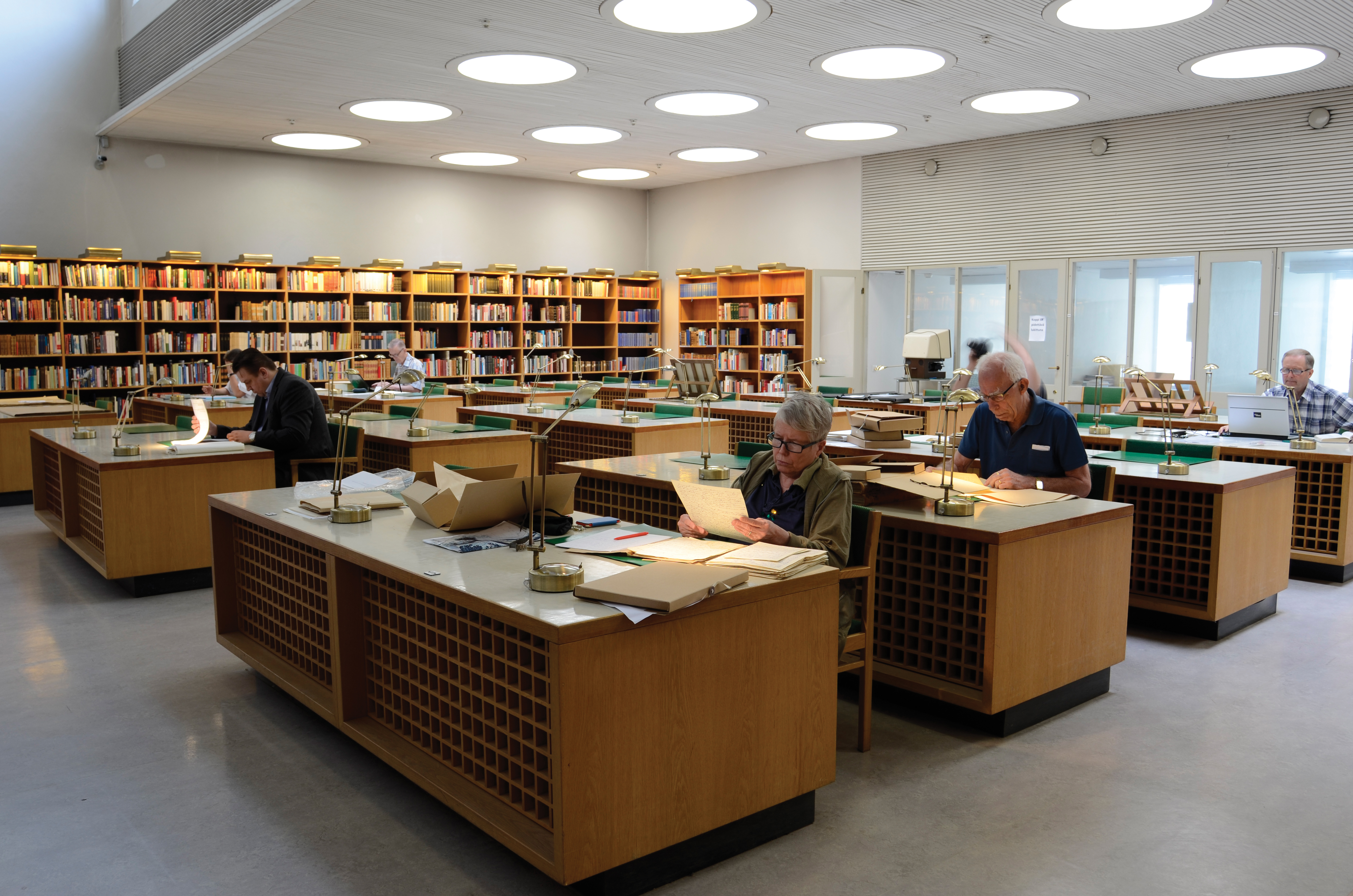
Lesesaal im Hauptgebäude an der Rauhankatu in Helsinki

Die Bibliothek des Nationalarchivs ist spezialisiert auf Archivierung, Dokumentendiplomatie, Heraldik und Sigillographie. Die Sammlungen der Bibliothek umfassen Nachschlagewerke und Quellenbücher, amtliche Veröffentlichungen, Literatur zur Geschichte Finnlands und der Umgebung, Justiz, Management und Sozialwissenschaften sowie persönliche und Familiengeschichten. Die Bibliothek dient in erster Linie der Recherche auf der Grundlage von Archiven und Dokumenten, den Kunden, die Informationen abrufen möchten, und dem diensthabenden Personal. Die Bibliothek ist verantwortlich für die gesamte Literatur und sonstige Materialien, die für die Kundenbetreuung und die Tätigkeit im Archiv erforderlich sind. In ihrem Fachgebiet ist die Bibliothek des Nationalarchivs die einzige Bibliothek, die Teil des finnischen Nationalbibliotheksnetzes ist.
Der Bestand der Bibliothek umfasst etwa 334.000 Bände aus Finnland und dem Ausland sowie etwa 200 Zeitschriften in verschiedenen Sprachen. Neben Archivliteratur, Geschichts- und Quellenbüchern verfügt die Bibliothek über einen großen Bestand an heraldischen und sigillographischen Büchern sowie über einen historisch bedeutsamen Bestand an vor 1850 gedruckter Literatur. Der Bestand wird vor allem durch Bücher zur Archivierung, Dokumentenverwaltung, Archivnutzung und Heraldik vervollständigt. Nach Möglichkeit wird auch Schlüsselliteratur zur Grundlagenforschung der Geschichte Finnlands erworben. Die Spenden an die Bibliothek beziehen sich hauptsächlich auf die Themen Genealogie und Ortsgeschichte.
In den Lesesälen stehen die Bücher des offenen Bestandes zur freien Nutzung zur Verfügung. Publikationen der geschlossenen Sammlung müssen zur Benutzung bestellt werden. Es ist möglich, Material zur Lieferung an andere Zweigstellen des Nationalarchivs zu bestellen und auch Reproduktionen zu erwerben. Das gesamte Material der offenen Sammlung und alle fortlaufenden Veröffentlichungen wurden in Erkki importiert, eine Datenbank für finnische Spezialbibliotheken, die von der Finnischen Nationalbibliothek verwaltet wird. Der Import der gespeicherten Bücher in die Datenbank ist ebenfalls im Gange.

## Veröffentlichungen
Das Nationalarchiv veröffentlicht in gedruckter, digitaler oder elektronischer Publikationsform die Ergebnisse seiner eigenen Forschungsprojekte, die Forschungsergebnisse im Bereich des Archivs, der quellenbezogenen Forschung in der finnischen Geschichte sowie der quellenbasierten Forschung.
Das Nationalarchiv hat vier Hauptreihen von Veröffentlichungen: Reihen, Monografien, andere Veröffentlichungen und Online-Leitfäden. Die Editions- und Monografien-Reihen sind die wichtigsten allgemeinen Publikationsreihen des Nationalarchivs. Die Editionsreihe veröffentlicht zum Beispiel Handbücher und Aufsatzsammlungen, Bücher zu Ausstellungen, Veröffentlichungen von Fachkongressen und Seminaren im Bereich der Archive, die vom Nationalarchiv organisiert werden. Die Monografien-Reihe umfasst weiterführende Forschungen, wie Bücher und Berichte von Forschungsprojekten und Dissertationen. Weitere Publikationsreihen umfassen regelmäßige Publikationen, digitale oder elektronische Abschlussarbeiten, Artikel und Präsentationen aus den Forschungsprojekten des Nationalarchivs.
Seit 1973 wird die Archivzeitschrift Yleisarkistojen Tiedotus herausgegeben, die später in Arkistoviesti und 2009 in Akti umbenannt wurde und zweimal jährlich erscheint.
In den letzten Jahren hat die eigene Verlagstätigkeit des Nationalarchivs abgenommen; Werke werden vermehrt in Kooperation mit kommerziellen Verlagen veröffentlicht.